# Canthyporus wewalkai
Canthyporus wewalkai là một loài bọ cánh cứng trong họ Bọ nước. Loài này được Biström & Nilsson miêu tả khoa học năm 2006.